# Lundströmsee
Der Lundströmsee ist ein See in der Shackleton Range, einem Teil des Transantarktischen Gebirges im Coatsland östlich des Filchner-Ronne-Schelfeises. In den Haskard Highlands liegt er zwischen Pratts Peak, Mount Weston und Mount Gass.
Der See wurde von Teilnehmern der Expedition GEISHA (Geologische Expedition in die Shackleton Range) des Alfred-Wegener-Instituts im Südsommer 1987/1988 nach dem Hubschraubermechaniker Volker Lundström benannt.
Dieser und weitere 7 Namensvorschläge von GEISHA wurden zusammen mit 7 Vorschlägen aus den Expeditionen GANOVEX V und VII am 9./10. Mai 1994 vom Deutschen Landesausschuss für das Scientific Committee on Antarctic Research (SCAR) und für das International Arctic Science Committee (ISAC) bestätigt und ans SCAR gemeldet.